# Протонные и апротонные растворители
Протонные и апротонные растворители отличаются друг от друга по способности образовывать при диссоциации ионы водорода Н+ (протоны).

## Протонные растворители
Протонный растворитель содержит водород, способный к отрыву в виде протона Н+ (на таких атомах, как кислород или азот, а также — в случае фтороводорода — фтор).
Общие характеристики протонных растворителей:
- способны к образованию водородных связей
- содержат кислый протон
- способны стабилизировать ионы:

- катионы за счёт неподелённой электронной пары
- анионы за счёт водородных связей

Примеры: вода, метанол, этанол, муравьиная кислота, фтороводород и аммиак.

## Апротонные растворители
Апротонный растворитель — растворитель, чьи молекулы, напротив, не способны при диссоциации образовывать Н+.
Полярный апротонный растворитель сохраняет способность растворять ионы, но не содержит кислотного водорода. Они обычно имеют большую диэлектрическую проницаемость и высокую полярность.
Примеры: диметилсульфоксид, диметилформамид, диоксан, ГМФТА, тетрагидрофуран.
Полярные протонные растворители предпочтительны для реакций с механизмом SN1, тогда как полярные апротонные — для SN2. Отдельно от эффекта растворителя неполярные апротонные растворители подходят для проведения реакций с сильными основаниями, такими как реактив Гриньяра или бутиллитий. При использовании протонного растворителя эти реактивы будут израсходованы в побочных реакциях.